# République socialiste soviétique de Pologne

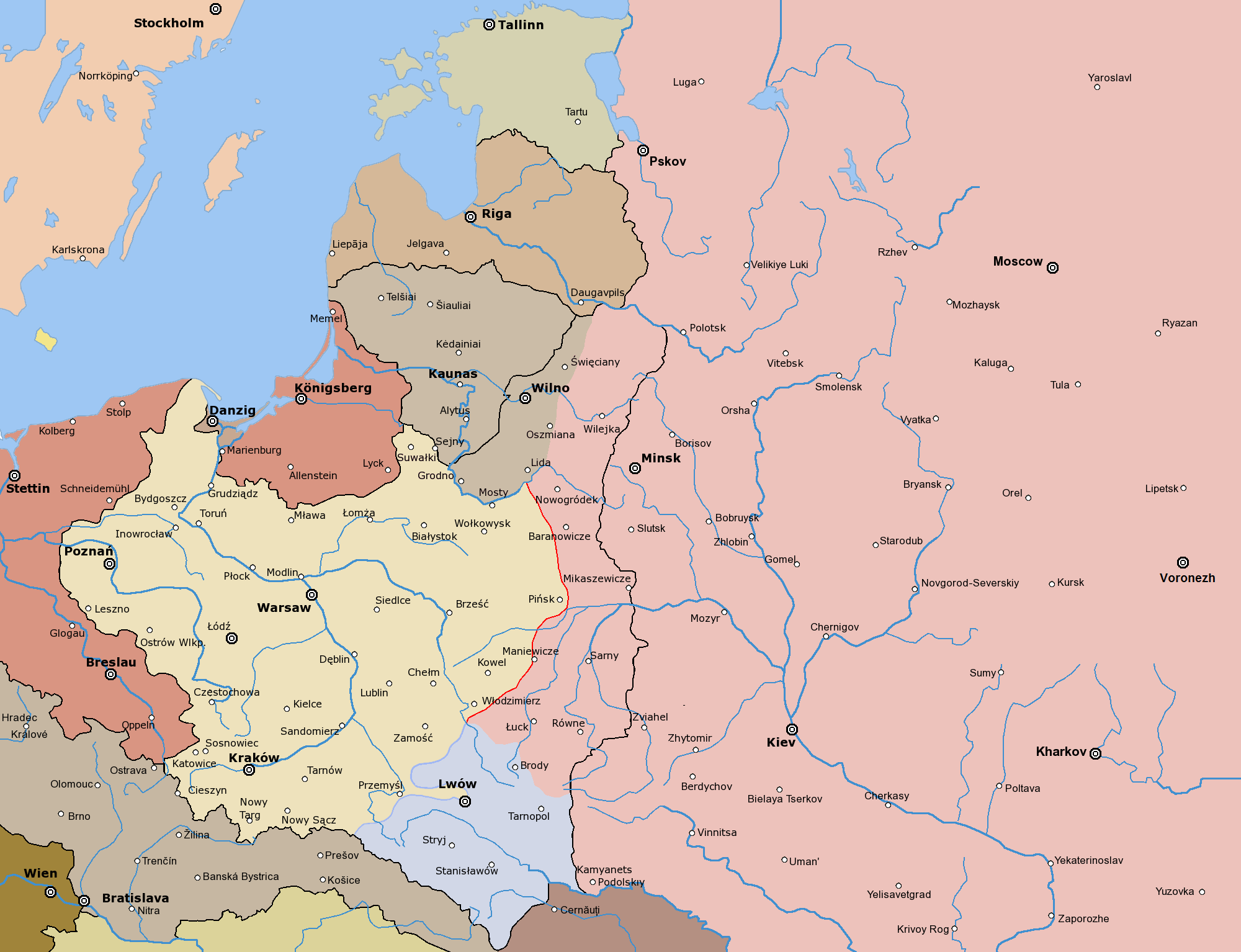
La Pologne en mars 1919, avant le début de la guerre polono-soviétique.

La république socialiste soviétique de Pologne, en abrégé RSS de Pologne (en polonais Polska Socjalistyczna Republika Rad, en abrégé Polska SRR ; en russe Польская Советская Социалистическая Республика, Polskaïa Sovietskaïa Sotsialistitcheskaïa Riespoublika, en abrégé Польская ССР, Polskaïa SSR), était une proposition du Comité révolutionnaire polonais provisoire visant à établir une république constitutive de l'Union soviétique pour la population polonaise, qui a émergé au cours de la Guerre polono-soviétique de 1920. L'idée supposait la formation de la république soviétique à partir du territoire de la république de Pologne, après la victoire soviétique dans la guerre, mais elle n'a jamais été mise en œuvre puisque la Pologne a gagné la guerre en 1921,.

## Histoire
L'idée a été proposée en 1920 par le Comité révolutionnaire provisoire polonais pendant la guerre polono-soviétique. Cela supposait la création d'une république constitutive de l'Union soviétique pour la population polonaise des territoires conquis de la République polonaise, après la victoire soviétique dans la guerre,.
Le Comité révolutionnaire provisoire polonais a été formé par le Parti communiste de l'Union soviétique, en tant que gouvernement provisoire des territoires polonais conquis pendant la guerre. Elle annonça sa gouvernance de l'État le 30 juillet 1920, à Białystok, la première grande ville à l'ouest de la ligne Curzon. Le comité a annoncé son projet de créer une RSS polonaise dans son Manifeste à la classe ouvrière polonaise des villes et villages (en polonais Manifest do polskiego ludu roboczego miast i wsi) de Félix Dzerjinski, annoncé à Vilnius le 30 juillet 1920. Il déclarait que le comité prévoyait de créer la république soviétique après que les bolcheviks eurent pris le contrôle de l'ensemble de la Pologne.